# Drac Banyut (les Cabanyes)
El Drac Banyut és una bèstia de foc de les Cabanyes (Alt Penedès). que representa un drac. És propietat de l'Agrupació de Balls Populars de les Cabanyes.
Va ser construït l’any 1989 pel constructor Salvador Albareda i Figueres, veí del poble. Es va estrenar l'11 de juny del mateix any. L'any 1991, durant el correfoc de les festes de la Mercè de Barcelona, la bèstia va patir un incident i es va cremar tot el cos menys el cap. La constructora Dolors Sans es va encarregar de la reconstrucció, creant un nou drac a partir de les fotografies de l'original. Anys més tard, la colla va refer el drac cremat, i ara disposen de dos dracs.
Una petita rèplica del drac Banyut, en forma de capgròs, es va estrenar el mateix dia, el 1991. Conegut com a Drac Petit, el 2020 els alumnes de l'Escola de la Cabana li van posar el nom de Banyeta.